# Зинзивер (группа)
«Зинзивер» — литературная группа и творческое содружество воронежской молодёжи, возникшее 25 декабря 1988 года. Среди членов были Андрей Болин, Рамиль Бесермен, Татьяна Повалюхина, Игорь Подколзин (мон. Лаврентий Задонский), Дмитрий Чугунов, Мария Спасенникова. В собраниях участвовали Алексей Мельников, Татьяна Шепелева, Александр Ефремцов, Алексей Любушкин, Светлана Владимирова. Название общество получило по строчке из стихотворения Велимира Хлебникова «Кузнечик»:
Крылышкуя золотописьмом 

Тончайших жил, 

Кузнечик в кузов пуза уложил 

Прибрежных много трав и вер. 

«Пинь, пинь, пинь!» — тарарахнул зинзивер. 

О, лебедиво! 

О, озари!
что символизировало новое слово в русской словесности после начала перемен в конце 1980-х годов.
Собрания (не менее 20) с весны 1989 года до зимы 1991 года проходили в помещении Воронежской областной библиотеки имени И. С. Никитина. Наиболее заметными художественными акциями группы стали участие в «Ночном вернисаже» группы воронежских художников «Дом» в ТЮЗе (9 апреля 1989 г.), постановка пьесы В. Хлебникова «Госпожа Ленин» на сцене Никитинской библиотеки (7 мая 1989 г.), выступление на фестивале творческой молодёжи в городском Дворце молодёжи (16 мая 1990 г.).
В 1991 году группа прекратила своё существование. Часть её членов вошла в поэтический клуб «Лик».

## Публикации
- Молодой коммунар. — 1990. — 12 апреля. — С. 3. (Стихи, Программа клуба)